# Jacques-Guillaume Thouret

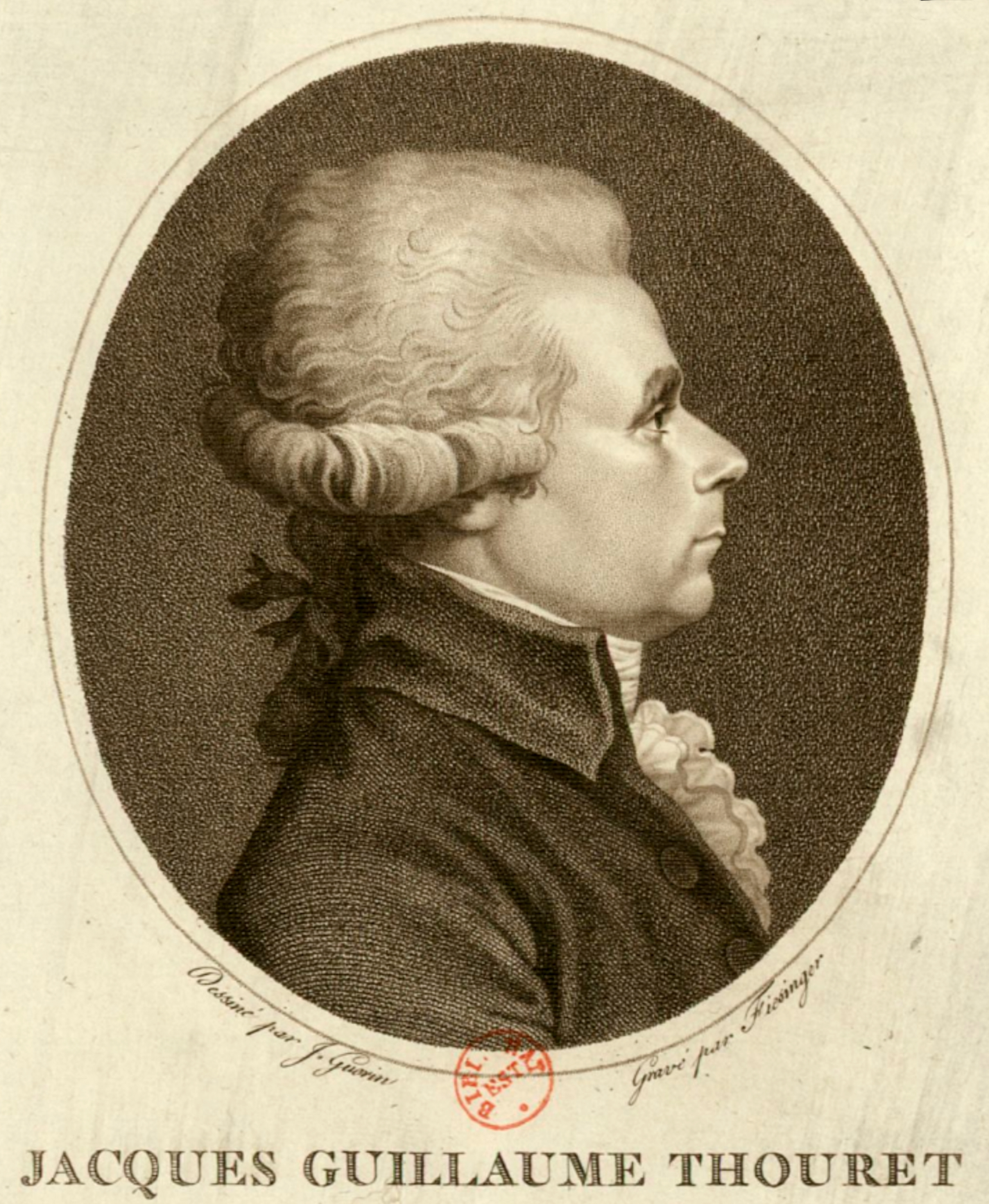
Portretgravure

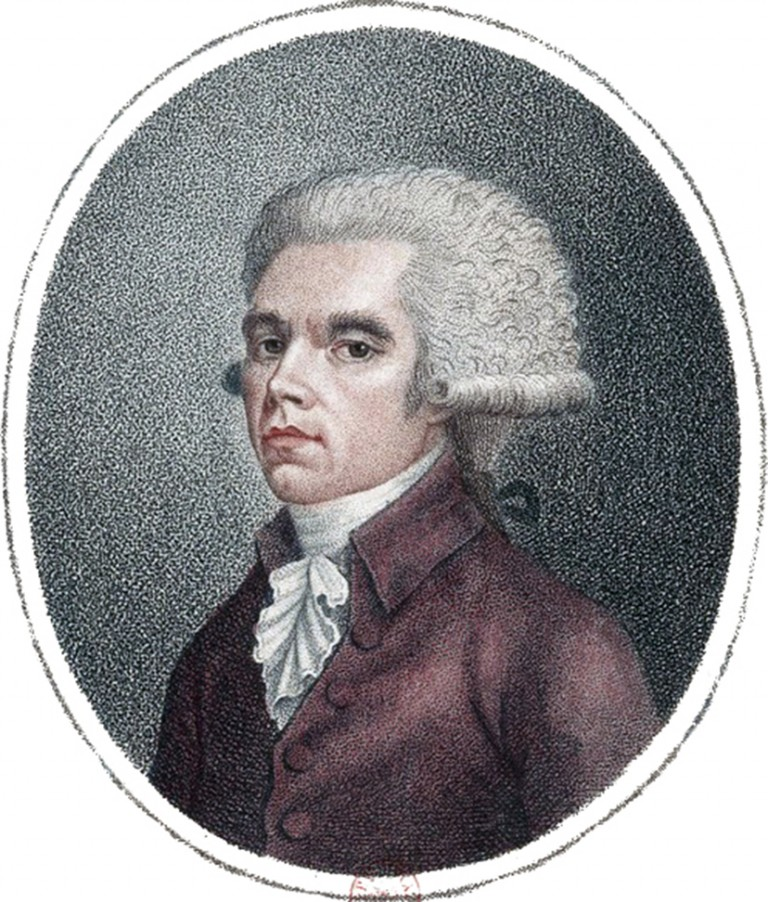

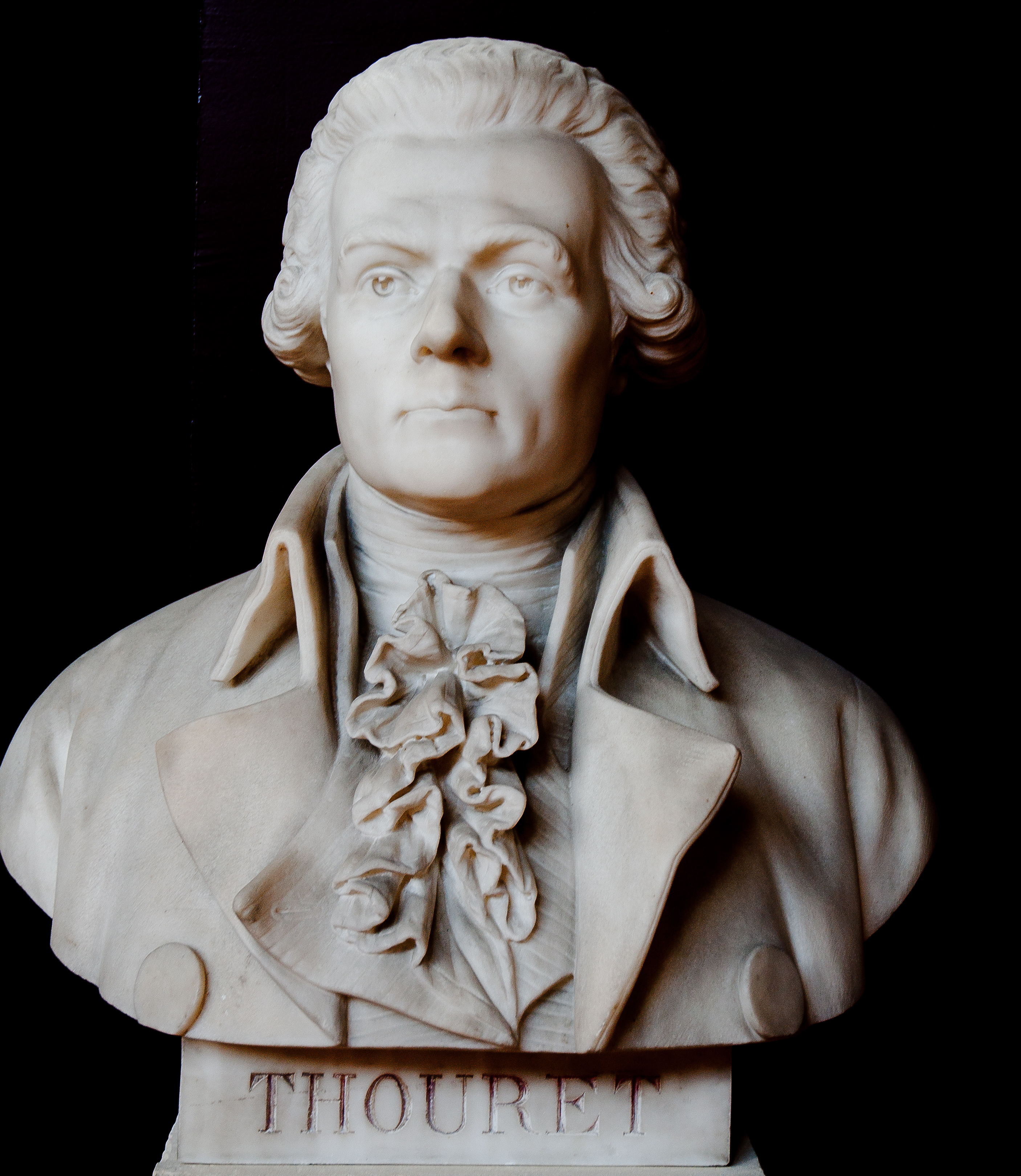
Portretbuste

Jacques-Guillaume Thouret (Pont-l'Évêque, 30 april 1746 – Parijs, 22 april 1794) was advocaat en girondijn in de Franse Revolutie. Hij was een vooraanstaand figuur in de Nationale Grondwetgevende Vergadering en werd onder de Terreur slachtoffer van de guillotine.

## Leven
Vader Thouret was notaris in het Normandische stadje Pont-l'Évêque. De zoon werd in 1773 advocaat bij het parlement van Rouen. In 1787 kreeg hij veel bijval voor een rapport over de staat van Normandië. Zijn broer Michel Augustin Thouret, een arts, was een belangrijke tegenstander van de ideeën van Franz Mesmer en een promotor van vaccinatie in Frankrijk.
In 1788 nam Thouret deel aan de agitatie die bijdroeg aan de terugroeping van de Assemblée des Notables. Hij werd verkozen door de derde stand van Rouen om zitting te nemen in de Staten-Generaal, en speelde een belangrijke rol bij het opstellen van de lokale cahiers de doléances. In de Nationale Vergadering (vanaf 17 juni 1789) kreeg hij door zijn welsprekendheid grote invloed. Vier keer werd hij verkozen tot voorzitter van de Grondwetgevende Vergadering (3 augustus 1789, geweigerd; 12-23 november 1789; 8-27 mei 1790; 11-30 september 1791, de laatste weken van de assemblee).
Artikel vijf van de Verklaring van de Rechten van de Mens en de Burger, dat alles wat niet door de wet verboden is toelaat, werd in augustus 1789 op Thourets initiatief aangenomen. Op 13 september trad hij toe tot de grondwetscommissie. Onmiddellijk drukte hij zijn stempel door op 29 september namens de commissie een invloedrijk rapport af te leveren over de kieswet en de indeling van het land in departementen. Voortbouwend op de burgerlijke visie van Sieyès vond hij het noodzakelijk politieke rechten voor te behouden aan actieve burgers. Het rapport wenste getrapte verkiezingen met drie gradaties van cijnskiesrecht in te stellen: de actieve burgers die stemrecht hadden in de primaire vergaderingen, de citoyens électeurs die in aanmerking kwamen om kiesman te zijn, en de passief kiesgerechtigden die in aanmerking kwamen om een wetgevend mandaat te bekleden. De eerste categorie bestond uit degenen die directe jaarbelastingen ter waarde van meer dan drie lokale daglonen betaalden, de tweede categorie meer dan tien daglonen, en de derde categorie meer dan één zilvermark. Hoewel medeondertekenaar Sieyès op 2 oktober enigszins afstand nam van de cijns en beweerde dat hij eerder een vrijwillig en vast tribuut op het oog had, was dit voorstel in grote mate bepalend voor de verkiezingen van 1791. Het aantal actieve burgers onder zijn voorstel schatte Thouret vrij accuraat op 4,4 miljoen, zijnde een zesde van de 26 miljoen waarop hij het totale aantal inwoners van Frankrijk raamde.
Zoals veel advocaten van zijn tijd was Thouret fel gekant tegen de geestelijkheid en was hij een voorstander van de secularisatie van kerkeigendom. Hij pleitte ook voor de opheffing van de religieuze ordes en van de kerkelijke privileges. Voorts droeg hij bij aan de hervorming van het gerechtelijk en administratief systeem. Hij drukte bijzonder op het schrijven van een uniform burgerlijk wetboek.
Op 3 september 1791 leidde Thouret de delegatie van zestig gedeputeerden die de grondwet van 1791 aan Lodewijk XVI overhandigde. De koning, wiens bekrachtigingsrecht was opgeschort, verklaarde op 13 september dat hij de grondwet aanvaardde en kon zo zijn constitutionele rol ten volle opnemen. Kort daarna ontbond de Grondwetgevende Vergadering zich in de hoop de Revolutie te hebben voltooid. Thouret werd lid en vervolgens in 1793 president van het Tribunaal van Cassatie.
Op 47-jarige leeftijd werd Thouret het slachtoffer van de repressie tegen de girondijnen. Hij werd geguillotineerd samen met Le Chapelier en Malesherbes.

## Publicaties
Van Thouret verschenen enkele teksten en andere werden postuum gepubliceerd door zijn zoon Guillaume-François-Antoine Thouret:
- Projet de déclaration des droits de l'homme en société, 1789
- Discours de M. Thouret devant l'Assemblée nationale fait au nom du comité de la Constitution: Sur l'obligation du roi de résider dans le royaume, 1790
- Abrégé des révolutions de l'ancien gouvernement françois, 1800 (compilatie uit werk van Dubos en Mably)
- Tableau chronologique de l'histoire ancienne et moderne pour l'instruction de mon fils, 1821

## Voetnoten
1. ↑  Rapport sur les bases de la représentation proportionnelle. Gearchiveerd op 17 juni 2022.
2. ↑  Observations sur le rapport du comité de constitution concernant la nouvelle organisation de la France. Gearchiveerd op 26 augustus 2021.

- Biblioteca Nacional de España: XX1764376
- Bibliothèque nationale de France: cb12202226h (data)
- Gemeinsame Normdatei: 117626473
- International Standard Name Identifier: 0000 0001 0895 8086
- Library of Congress Control Number: n85160663
- Nationale Bibliotheek van Tsjechië: mzk2016932651
- Nederlandse Thesaurus van Auteursnamen: 253698901
- SNAC: w65x2mv3
- Système universitaire de documentation: 030647703
- Trove: 1490859
- Virtual International Authority File: 46808536
- WorldCat: E39PBJrmb8fR8HQ7ykdKMFXw4q